# Col·legi de Sant Guillem d'Aquitània
El Col·legi de Sant Guillem d'Aquitània és un edifici situat al carrer d'Elisabets, 12-14 del barri del Raval de Barcelona, catalogat com a bé cultural d'interès local.

## Història

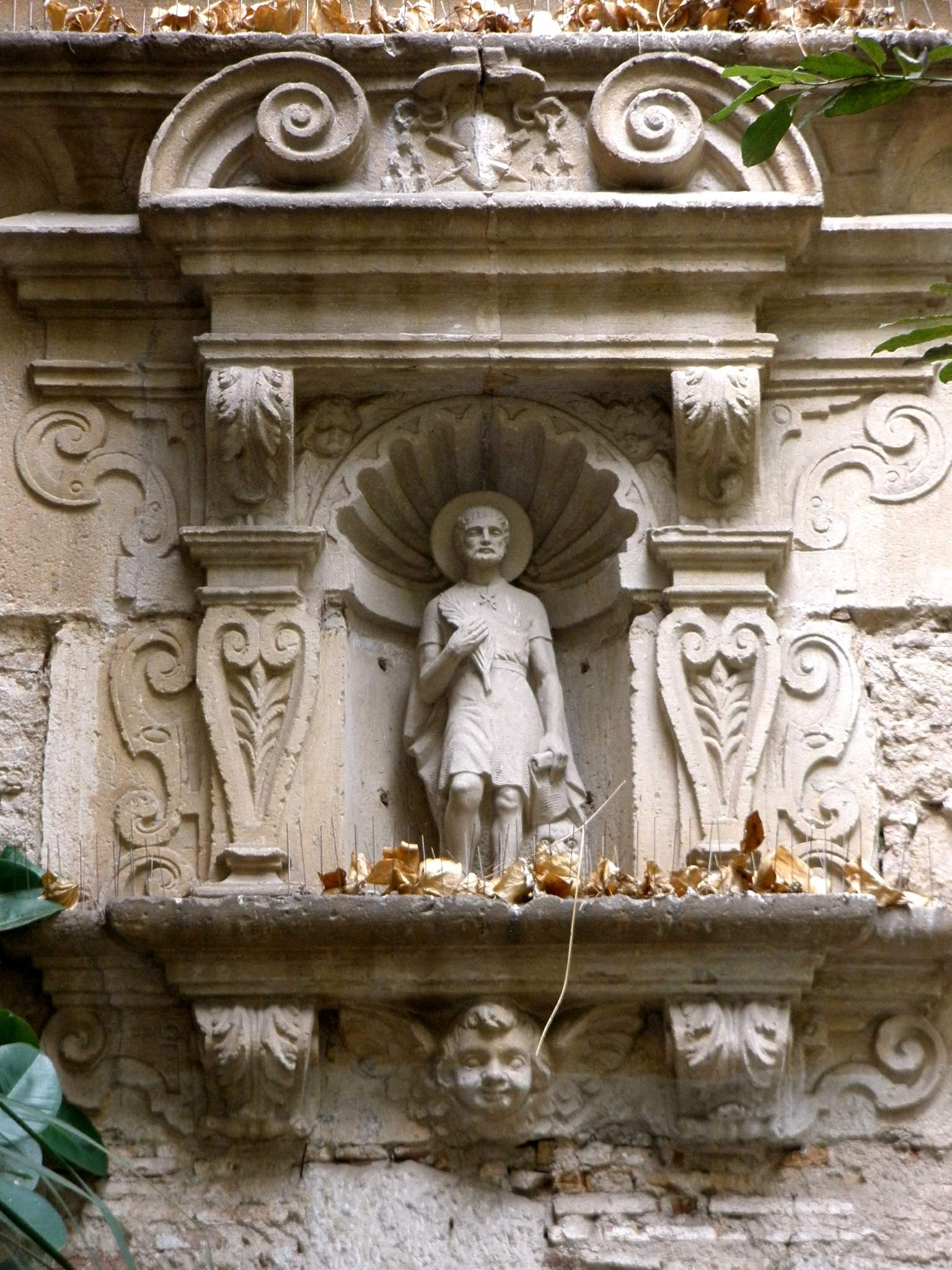
Fornícula amb la imatge del sant

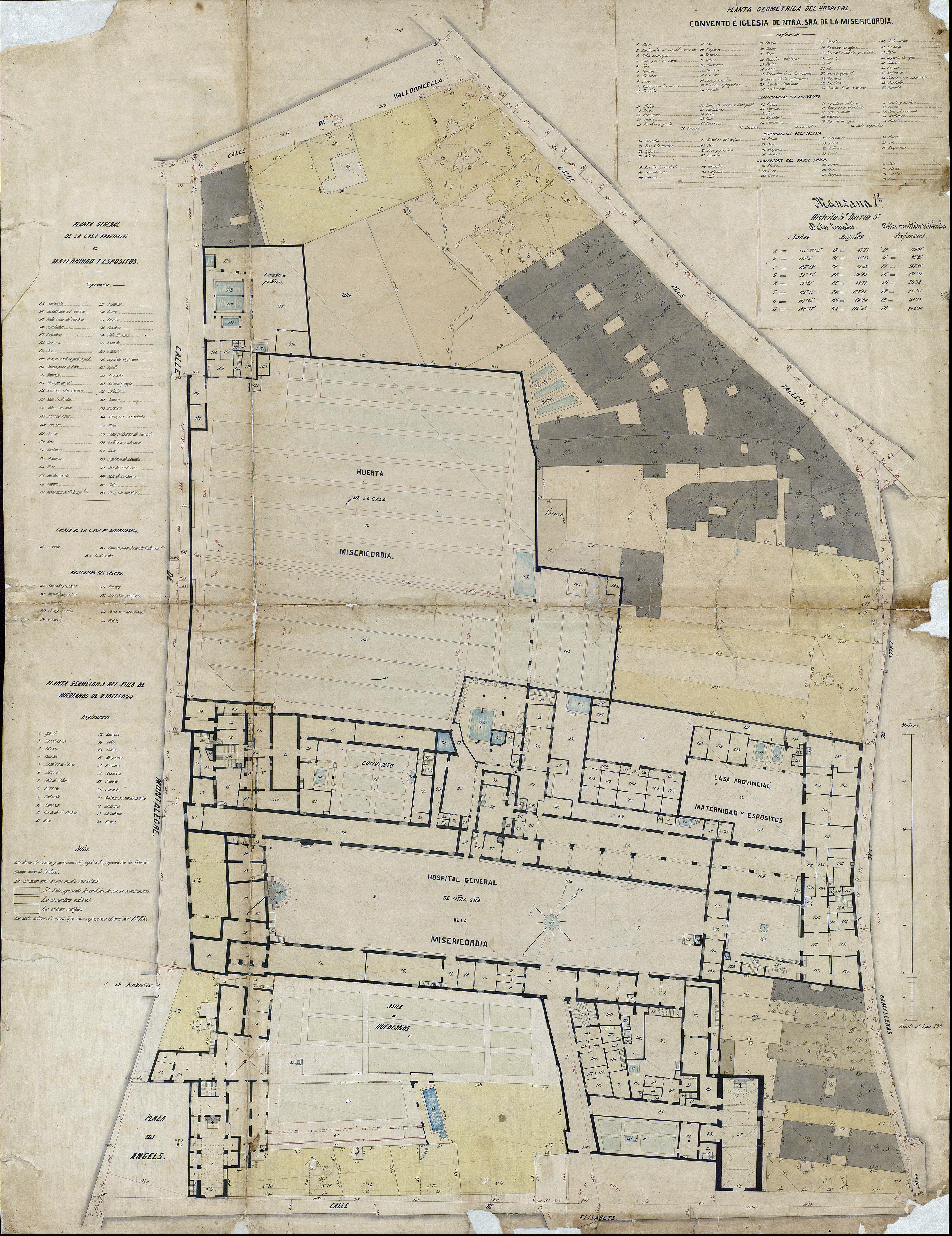
Quarteró núm. 55 de Garriga i Roca (c. 1860)

Va ser fundat el 1587 pels agustins, i el 1844, l'Estat va cedir-lo a la veïna Casa de la Misericòrdia. El 1851 s'hi va traslladar l'escola pública de nenes que hi havia a la veïna Casa dels Infants Orfes.
El 1910, va esdevenir la seu de l'Institut de Cultura i Biblioteca Popular de la Dona, i el 1940, d'algunes dependències de l'Institut del Teatre i l'Escola d'Art Dramàtic Adrià Gual. Des del 1988, és la seu del CIDOB.

## Descripció
El conjunt inclou una església de nau única, dues capelles a cada banda i un retaule pintat al tester. La façana ostenta una fornícula de pedra amb la imatge del sant i un òcul del segle xviii, tots dos al damunt d'una senzilla porta d'arc de mig punt. L'edifici destinat a col·legi, de planta baixa i dos pisos, es troba completament alterat, i disposa d'un petit pati tancat amb reixa enlloc de claustre.

## Bilbiografia
- Barraquer i Roviralta, Gaietà. «Agustinos». A: Los religiosos en Cataluña durante el primer tercio del siglo XIX, 1906, p. 206-208.
- Barraquer i Roviralta, Gaietà. «Los conventos barceloneses en los tiempos posteriores al incendio». A: Los religiosos en Cataluña durante la primera mitad del siglo XIX, 1915, p. 623-624.